# Premio Nacional de Danza (Colombia)
El Premio Nacional de Danza de Colombia es un reconocimiento otorgado por el Ministerio de las Culturas, las Artes y los Saberes a través de su Portafolio de Estímulos. Este galardón busca premiar una obra escogida como ganadora o destacar la trayectoria de más de veinte años de personas y agrupaciones que se han dedicado a la formación, creación, dirección o interpretación en el campo de la danza, y que han contribuido de manera sobresaliente al fortalecimiento y visibilización de este arte en el país.

## Premiados
| Año  | Premiado                                                        | Origen                 | Motivo del premio |
| ---- | --------------------------------------------------------------- | ---------------------- | --- |
| 2023 | Juliana Reyes                                                   | Bogotá, D. C.          | Ganadora por su obra: Estela |
| 2024 | Raúl Hernando Parra Gaitán                                      | Jesús María, Santander | Ganador por su trayectoria. Según el jurado: “Es importante destacar su aporte a la memoria de la danza en diferentes territorios del país, siendo uno de los pocos con este aspecto, muy valioso a resaltar, posibilitando el diálogo y puente investigativo entre diferentes géneros de danza y del arte". |
| 2024 | Fundación Instituto Folclórico Colombiano Delia Zapata Olivella | Bogotá, D. C./ Bolívar | Ganadora por su trayectoria. Según el jurado: “El Palenque de Delia ha sido pionero en la búsqueda de construir una tradición viva fuera de lo puramente museológico, conectando las raíces ancestrales con el futuro".                                                                                      |

## Galardonados por origen
| Departamento  | Número de galardonados |
| ------------- | ---------------------- |
| Bogotá, D. C. | 2                      |
| Santander     | 1                      |
| Bolívar       | 1                      |